# Pycnanthus angolensis
El calabó (Pycnanthus angolensis) es una especie de planta fanerógama perteneciente a la familia de las Myristicaceae. Es originaria de África occidental.

## Descripción
Es un árbol de hasta 35 metros de altura, con tronco de 0,6 a 1 metros de diámetro, recto, con corteza gris y lisa. La copa es irregular con ramas ligeramente penduladas. Posee unos contrafuertes basales muy desarrollados. Las hojas son alternas, de 20 a 25 cm. Las flores unisexuales en grupos terminales. Su fruto es una drupa oblonga, rojiza, con dos valvas carnosas que contienen una sola semilla.

## Distribución
Árbol propio del bosque primario y secundario; muy extendido desde Guinea Ecuatorial hasta Angola. Común en la isla de Bioko y en la región continental.

## Propiedades
La madera es blanda y por tanto moldeable, se obtienen buenos acabados y por ello se utiliza en carpintería interior, molduras, embalajes, etc. Se utiliza su savia de color rojo en la medicina tradicional. La savia se ha utilizado para controlar el sangrado. se hace en un lavaojos para el tratamiento de cataratas y filariasis del ojo. La corteza se ha utilizado como un antídoto de veneno y un tratamiento para la lepra, anemia, la infertilidad, la gonorrea y la malaria. extractos de hojas se consumen o utilizan en un enema para tratar el edema. Extractos de la raíz se utilizan para tratar infecciones parasitarias, como la esquistosomiasis. El aceite de semilla se utiliza para tratar la candidiasis.
Al igual que la grasa de nuez moscada, la mantequilla de Kombo contiene principalmente ácido mirístico, con una alta cantidad de ácido miristoleico, también. Contiene ácido kombico compuesto único, que fue nombrado por el árbol bajo el sinónimo de nomenclatura, P. kombo.

## Taxonomía
La especie fue descrita inicialmente como Myristica angolensis por Friedrich Welwitsch y publicado en Synopse explicativa das amostras de madeiras e drogas medicinaes e de outros objectos mormente ethnographicos collegidos na provincia de Angola 51,  n. 137, en 1862, actualmente es tanto un sinónimo como el basónimo de esta; y ulteriormente, sería transferida al género Pycnanthus por Otto Warburg en Notizblatt des Königlichen botanischen Gartens und Museums zu Berlin 1: 100, en 1895.

#### Etimología
Ver: Pycnanthus
angolensis: epíteto geográfico que alude a su localización en Angola.

#### Subespecies
Comprende 2 subespecies aceptadas:
- Pycnanthus angolensis subsp. angolensis
- Pycnanthus angolensis subsp. schweinfurthii (Warb.) Verdc., 1997